# Gmina Żelechów
Die Gmina Żelechów (IPA: ʐɛ'lɛxuf) ist eine Stadt-und-Land-Gemeinde im Powiat Garwoliński der Woiwodschaft Masowien in Polen. Ihr Sitz ist die gleichnamige Kleinstadt mit etwa 4000 Einwohnern.

## Geographie
Die Gemeinde liegt südöstlich der Landeshauptstadt Warschau an der Grenze zur Woiwodschaft Lublin. Nachbargemeinden sind Górzno, Kłoczew, Miastków Kościelny, Sobolew, Trojanów und Wola Mysłowska.

## Geschichte
Die Landgemeinde wurde 1973 wieder gebildet. Stadt- und Landgemeinde wurden 1990/1991 zur Stadt-und-Land-Gemeinde zusammengelegt. Ihr Gebiet gehörte bis 1975 zur Woiwodschaft Warschau. Es kam dann bis 1998 zur Woiwodschaft Siedlce, der Powiat wurde in dieser Zeit aufgelöst. Zum 1. Januar 1999 kam es zur Woiwodschaft Masowien und zum wiedererrichteten Powiat Garwoliński.

## Gliederung
Die Stadt-und-Land-Gemeinde Żelechów gliedert sich in die Stadt selbst (mit Krupa) und Dörfer mit 18 Schulzenämtern (sołectwa):
Gąsiory
Gózdek
Huta Żelechowska
Janówek
Kalinów
Kotłówka
Łomnica
Nowy Goniwilk
Nowy Kębłów
Piastów
Sokolniki
Stary Goniwilk
Stary Kębłów
Stefanów
Władysławów I & II
Wola Żelechowska
Zakrzówek
Ein weiterer Ort der Gemeinde ist Ostrożeń Trzeci.